# Верхнелюбажский район
Верхнелюба́жский райо́н — упразднённая административно-территориальная единица Курской области, существовавшая в 1935—1963 годах.
Административным центром было село Верхний Любаж.

## География
Район располагался на севере области. В настоящее время бо́льшая часть его территории входит в состав Фатежского района, западная часть — в составе Железногорского района.

## История
Верхнелюбажский район был образован 18 января 1935 года путём выделения из состава Фатежского района в связи с утверждением новой сети районов Курской области. В состав района тогда вошли 11 сельсоветов: Басовский, Брехово-Архангельский, Верхнелюбажский, Дмитриевский, Игинский, Молотычевский, Нижнереутский, Новосельский, Троицкий, Хмелевской и Ясенецкий. 10 марта 1960 года был упразднен Новосельский сельсовет Верхнелюбажского района, а его населенные пункты переданы в состав Игинского сельсовета, за исключением деревнь Новосёлки, Петроселки и Сергеевки, которые отошли к Молотычевскому сельсовету. 1 февраля 1963 года Вернелюбажский район был присоединён к Фатежскому району.

## Административно-территориальное деление
По состоянию на 1 июля 1955 года в районе было 9 сельсоветов:
| № | Сельсовет       | Административный центр |
| - | --------------- | ---------------------- |
| 1 | Басовский       | с. Басово              |
| 2 | Верхнелюбажский | с. Верхний Любаж       |
| 3 | Дмитриевский    | с. Горки               |
| 4 | Игинский        | с. Игино               |
| 5 | Молотычевский   | с. Молотычи            |
| 6 | Нижнереутский   | с. Нижний Реут         |
| 7 | Новосельский    | д. Дворики             |
| 8 | Троицкий        | с. Троицкое            |
| 9 | Хмелевской      | с. Брехово             |